# Kuiseb
Le Kuiseb est un fleuve de Namibie en Afrique australe.
Le Kuiseb en Namibie coule dans la région montagneuse à l'ouest de Windhoek, la capitale, jusqu'à Walvis Bay. Le Kuiseb est une rivière éphémère avec un débit d'environ 20 000 000 m3/an.
Elle est bordée sur un côté par les plus hautes dunes du monde, et sur l'autre par une barrière de roches. Les dunes de sables rouges au Sud de la rivière atteignent jusqu'à 150 mètres. Les vents prédominants soufflent sur les dunes vers le nord, mais leurs mouvements sont bloqués par la rivière. Dans le mécanisme, beaucoup trop de sable et de vase se déposent sur le Kuiseb ce qui lui permet seulement d'atteindre la mer quand elle est en crue. Le barrage de Friedenau, situé sur la rivière, a été construit en 1972.

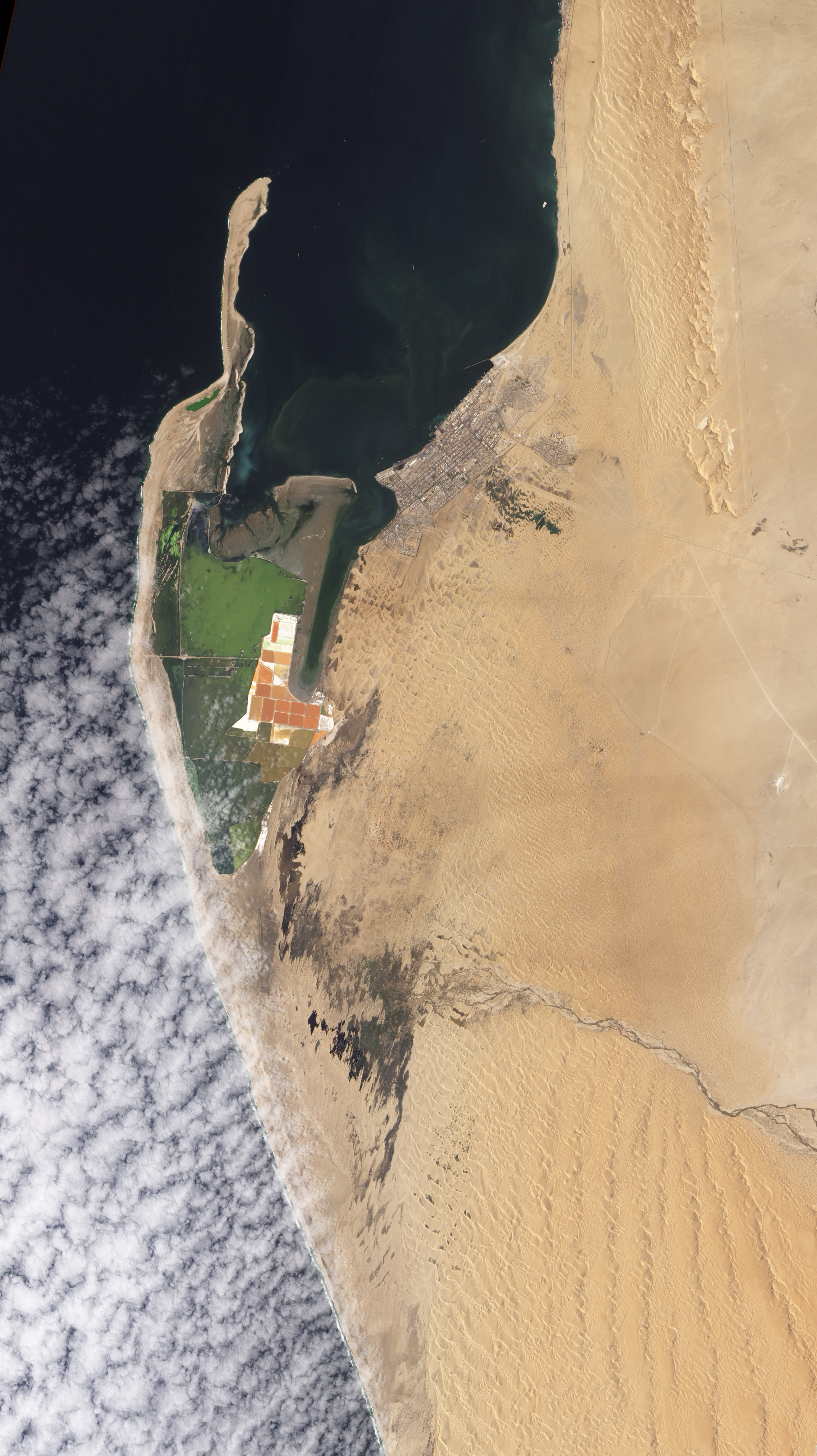
Image satellite en couleur naturelle de la rivière Kuiseb.

## Géographie
La longueur de ce fleuve est d'environ 560 km.

## Histoire
Le canyon de ce cours d'eau fut notamment exploré par deux géologues allemands qui avaient fui le régime nazi, Henno Martin et Hermann Korn, et ont préféré se cacher dans le désert du Namib durant deux ans et demi plutôt que de risquer d'être internés en Afrique du Sud. Cette expérience est relatée par Martin dans son ouvrage autobiographique La guerre venue nous sommes partis dans le désert.